# Henri Gouraud (chercheur)
Pour les articles homonymes, voir Gouraud et Henri Gouraud.
Henri Gouraud (né en 1944) est un chercheur en informatique français. Il est entre autres l'inventeur de la technique d'ombrage en image de synthèse qui porte son nom, l'ombrage de Gouraud.

## Origine et formation
Fils et neveu de généraux, petit neveu du général Henri Gouraud, il fait des études au Prytanée militaire de La Flèche qu'il poursuit à l'École centrale Paris dont il sort diplômé en 1967. De 1968 à 1971, l'Institut de recherche en informatique et en automatique (IRIA, devenu ensuite INRIA) lui attribue une bourse d'études et il est nommé Research Assistant à l'Université d'Utah où il peut préparer un Ph.D., avec Ivan Sutherland. La simplicité et la performance de la technique d'ombrage qu'il propose résistent aux nombreuses améliorations qui suivent et le rendent notoire.
Au début des années 1980, le musée de l'informatique de Boston (déplacé depuis à Mountain View, CA) expose les photographies du visage de sa femme utilisé pour illustrer cette méthode.

## Création de l'ombrage de Gouraud
Lorsqu'il accepte de diriger sa thèse, Ivan Sutherland lui propose le thème de l'interaction avec les objets 3D. L'objectif de Henri Gouraud est alors de développer une technique de Dessin Assisté par Ordinateur, en s'appuyant sur une machine fabriquée par Sutherland pour manipuler des patchs de Coons (les fonctions de rotation intégrées au matériel permettant d'y exécuter des rendus fil de fer en temps réel).
Très vite, Henri Gouraud constate que la manipulation des patchs a pour effet parasite de reserrer le maillage associé, sans cohérence avec la géométrie. Lorsqu'il implémente la technique de suppression des faces cachées de Warnock et Romney, Gouraud réfléchi donc à une méthode permettant de cacher ce défaut.
Comme l'augmentation du nombre de facettes est inenvisageable à l'époque, il a l'idée d'effectuer une interpolation linéaire sur l'éclairage des surfaces. Pour essayer rapidement cette technique, il modifie un programme de simulation conçu par un autre étudiant pour sa propre machine. Dans un premier temps peu convaincu, Ivan Sutherland sera finalement très enthousiaste en voyant le résultat sur un modèle d'avion T37, et demande à Henri Gouraud de faire sa thèse sur l'ombrage qui porte aujourd'hui son nom.

## Carrière professionnelle
À l'issue de son service militaire, il entre chez Tecsi puis participe brièvement à l'aventure du Centre mondial informatique et ressource humaine dirigé par Jean-Jacques Servan-Schreiber. Il participe à la création en 1983 la société Tangram, qui est rachetée en 1986 par Digital Equipment Corporation. Lorsque Digital est racheté par Compaq, Henri Gouraud quitte la société et prend le poste de directeur adjoint du laboratoire de recherche européen de Sun Microsystems à Grenoble. Les difficultés financières de Sun l'amènent à fermer ce laboratoire en 2004. Retraité, il collabore jusqu'en 2008 avec Exalead, alors dirigée par François Bourdoncle, et au sein de plusieurs projets européens.

## Distinctions
Chevalier de l'ordre national du Mérite (1996).

## Pour approfondir